# 케네디가

1961년 존 F. 케네디 대통령에게 수여된 아일랜드의 국장 제라드 슬레빈의 문장

케네디가(영어: Kennedy family)는 미국 정치, 공공 서비스, 오락, 그리고 사업에서 오랫동안 중요하게 여겨져 온 미국의 정치 가문이다. 1884년, 아일랜드의 웩스포드 카운티에서 그 가족이 도착한지 35년 후에, 패트릭 조셉 "P. J. 케네디"는 공직에 선출된 최초의 케네디가 되었고, 1895년까지 매사추세츠주 의회에서 근무했다. 적어도 한 명의 케네디 가족 구성원은 P. J. 케네디의 손자 존 F. 케네디가 매사추세츠주에서 하원의원이 되었던 1947년부터 패트릭 J. 케네디(존의 조카)가 로드 아일랜드에서 미국 하원의원으로 은퇴했던 2011년까지 연방 선출직에서 근무했다.
P. J.의 아들 조지프 P. 케네디는 부인 로즈 피츠제럴드 케네디와의 사이에 9명의 자녀를 두었는데, 이 중에는 미국 상하원을 모두 역임한 존 F. 케네디, 법무장관과 상원의원을 역임한 로버트 F. 케네디, 상원에서 46년 이상을 역임한 테드 케네디가 포함된다. 그 외 후손으로는 미국 하원의원, 2명의 대사, 1명의 특사, 1명의 부지사, 3명의 주 의원(이 중 1명은 하원의원을 역임), 1명의 시장 등이 있다.
조지프와 로즈의 딸 유니스는 국립 아동 보건 및 인간 개발 연구소(National Institute of Health)와 스페셜 올림픽(Special Olympic)을 설립했다. 조지프와 로즈 케네디의 다른 후손들은 신체적, 지적 장애가 있는 사람들을 대신하여 변호사, 저자, 활동가로서 활동했다.

## 같이 보기
- 케네디가의 저주